# Зиммер, Ким
Ким Зиммер (англ. Kim Zimmer; род. 2 февраля 1955, Гранд-Рапидс, Мичиган) — американская актриса.

## Карьера
Зиммер наиболее известна по роли Бонни Хармон в мыльной опере «Одна жизнь, чтобы жить». Зиммер выиграла четыре премии «Эмми» за лучшую женскую роль в драматическом сериале: в 1985, 1987 и 1990 за роль в «Направляющий свет», и в 2006 году за участие в сериале «Одна жизнь, чтобы жить». Её первая заметная роль была в сериале «Врачи» в 1979 году. В 1981 году она снялась в кинофильме «Жар тела».
С 1992 по 1993 год она снималась в другой мыльной опере — «Санта-Барбара». Зиммер также появилась в таких сериалах как «Создавая женщину», «Секретный агент Макгайвер», «Сайнфелд» и «Вавилон-5». С 1994 по 1995 год она исполняла одну из главных ролей в сериале «Агентство моделей», который является спин-оффом от «Мелроуз Плейс». В последние годы она появилась в нескольких сделанных для телевидения фильмах, а также активно работала в театре. В 2013 году Зиммер начала играть роль Мадам Моррибль в национальном туре мюзикла «Злая».

## Личная жизнь
Замужем за актёром Эй СИ Уири. У пары трое детей. Их сын Джейк также актёр.

## Фильмография
| Год       |     | Русское название          | Оригинальное название       | Роль                       |
| --------- | --- | ------------------------- | --------------------------- | -------------------------- |
| 1978—2011 | с   | Одна жизнь, чтобы жить    | One Life to Live            | Эхо Дисавой / Бонни Хармер |
| 1979—1982 | с   | Доктора                   | The Doctors                 | Нола Дэнси Олдрич          |
| 1981      | ф   | Жар тела                  | Body Heat                   | Мэри Энн                   |
| 1983—2009 | с   | Направляющий свет         | Guiding Light               | Рива Шейн                  |
| 1989      | тф  | Плащ в раю                | Trenchcoat in Paradise      | Клэр Холландер             |
| 1989      | с   | Создавая женщину          | Designing Women             | Мэвис Мадлинг              |
| 1989—1990 | с   | Секретный агент Макгайвер | MacGyver                    | лейтенант Кейт Мерфи       |
| 1991      | тф  | Милосердный ад            | Hell Hath No Fury           | Марлин                     |
| 1991      | тф  | —                         | Keeping Secrets             | Морин                      |
| 1992      | с   | —                         | FBI: The Untold Stories     | Барбара Освальд            |
| 1992—1993 | с   | Санта-Барбара             | Santa Barbara               | Джоди Уокер                |
| 1994      | тф  | —                         | The Disappearance of Vonnie | Вонни Нельсон Рикман       |
| 1994—1995 | с   | Агентство моделей         | Models Inc.                 | Джоан                      |
| 1995      | с   | —                         | University Hospital         | доктор Карен Хейл          |
| 1995      | с   | Вавилон-5                 | Babylon 5                   | Синтия Торкеман            |
| 1995      | с   | Сайнфелд                  | Seinfeld                    | Ленор                      |
| 2004      | ф   | Дьявол и Дэниэл Уэбстер   | Shortcut to Happiness       | Пэтти                      |
| 2006      | ф   | Маленькие секреты         | Perl oder Pica              | Нико                       |
| 2008      | кор | —                         | The Van Pelt Family         | Джанет Ван Пелт            |
| 2010      | с   | —                         | Steamboat                   | Ронда                      |
| 2010      | тф  | Новоиспечёный отец        | Freshman Father             | декан Фрост                |
| 2014      | ф   | Всё изменилось в 23       | 23 Blast                    | Мэри Фриман                |
| 2019      | с   | На берегу океана          | Venice the Series           | Тори                       |